# Alexandre de Lycopolis
Alexandre de Lycopolis est un philosophe néo-platonicien de la fin du IIIe siècle, ayant enseigné à Lycopolis (Haute-Égypte), connu pour son Contre la doctrine de Mani, l'une des premières réflexions articulées contre la religion manichéenne.
Contre l'opposition ontologique du bien et du mal enseignée par Mani et ses disciples, Alexandre de Lycopolis pose en principe fondateur la volonté de l'homme, qui a le pouvoir de choisir entre le bien et le mal.
Selon Photius (Contra Manichaeos, i, 11), Alexandre de Lycopolis était évêque de cette ville, une affirmation largement contredite depuis.